# Ragia flavoalbida
Ragia flavoalbida är en insektsart som beskrevs av Naudé 1926. Ragia flavoalbida ingår i släktet Ragia och familjen dvärgstritar. Inga underarter finns listade i Catalogue of Life.